# Liste der Stolpersteine in Stolberg
Die Liste der Stolpersteine in Stolberg enthält alle Stolpersteine, die im Rahmen des gleichnamigen Projekts von Gunter Demnig in Stolberg im Rheinland verlegt wurden. Mit ihnen soll an Opfer des Nationalsozialismus erinnert werden, die in Stolberg lebten und wirkten.

## Verlegte Stolpersteine
| Adresse                | Verlege- datum | Person, Inschrift | Bild                       | Anmerkung |
| ---------------------- | -------------- | --- | -------------------------- | --------- |
| Münsterbachstraße 3 ·  | 4. Juni 2023   | Hier wohnte Sophia Kahn geb. Holländer Jg. 1892 deportiert ermordet                                                                              |                            |           |
| Münsterbachstraße 3 ·  | 4. Juni 2023   | Hier wohnte Friedrich Holländer Jg. 1895 'Schutzhaft' 1938 KZ Buchenwald deportiert 1942 Transit-Ghetto Izbica Sobibor ermordet                  |                            |           |
| Münsterbachstraße 3 ·  | 4. Juni 2023   | Hier wohnte Helene Holländer geb. Gottschalk Jg. 1897 deportiert 1942 Theresienstadt ermordet                                                    |                            |           |
| Münsterbachstraße 3 ·  | 4. Juni 2023   | Hier wohnte Frieda Holländer Jg. 1897 Flucht 1939 Holland interniert 1943 Vught Westerbork deportiert Sobibor ermordet 9.7.1943                  |                            |           |
| Münsterbachstraße 3 ·  | 4. Juni 2023   | Hier wohnte Benjamin Holländer Jg. 1859 Flucht 1939 Holland interniert 1944 Westerbork deportiert Auschwitz ermordet 8.4.1944                    |                            |           |
| Sonnentalstraße 1 ·    | 5. Dez. 2018   | Hier wohnte Salomon Hartog Jg. 1877 unfreiwillig verzogen 1938 Aachen deportiert 1942 Lublin ermordet                                            |                            |           |
| Sonnentalstraße 1 ·    | 5. Dez. 2018   | Hier wohnte Henriette Hartog geb. Meyer Jg. 1883 unfreiwillig verzogen 1938 Aachen deportiert 1942 Lublin ermordet                               |                            |           |
| Sonnentalstraße 1 ·    | 5. Dez. 2018   | Hier wohnte Hannah Hartog verh. Halfer Jg. 1909 Flucht 1938 England                                                                              |                            |           |
| Sonnentalstraße 1 ·    | 5. Dez. 2018   | Hier wohnte Kurt Hartog Jg. 1916 unfreiwillig verzogen 1938 Aachen Flucht 1938 USA                                                               |                            |           |
| Steinweg 56 ·          | 18. Dez. 2015  | Hier wohnte Aron Salomon Jg. 1867 Flucht 1938 Holland interniert Westerbork deportiert 1943 Bergen-Belsen 1944 Auschwitz ermordet 27.5.1944      |                            |           |
| Steinweg 56 ·          | 18. Dez. 2015  | Hier wohnte Walter Salomon Jg. 1898 Flucht 1938 Holland versteckt gelebt                                                                         |                            |           |
| Steinweg 56 ·          | 18. Dez. 2015  | Hier wohnte Alfred Salomon Jg. 1896 Flucht 1937 Holland interniert Westerbork deportiert 1943 Bergen-Belsen 1944 Auschwitz ermordet 27.5.1944    |                            |           |
| Steinweg 56 ·          | 18. Dez. 2015  | Hier wohnte Jette Salomon Jg. 1904 Flucht 1937 Holland interniert Westerbork deportiert 1943 Bergen-Belsen 1944 Auschwitz ermordet 27.5.1944     |                            |           |
| Steinweg 56 ·          | 18. Dez. 2015  | Hier wohnte Horst Salomon Jg. 1930 Flucht 1938 Holland interniert Westerbork deportiert 1943 Bergen-Belsen 1944 Auschwitz ermordet 27.5.1944     |                            |           |
| Steinweg 56 ·          | 18. Dez. 2015  | Hier wohnte Hannelore Salomon Jg. 1932 Flucht 1938 Holland interniert Westerbork deportiert 1943 Bergen-Belsen 1944 Auschwitz ermordet 27.5.1944 |                            |           |
| Steinweg 57 ·          | 18. Dez. 2015  | Hier wohnte Siegmund Zinader Jg. 1889 'Polenaktion' 1938 Bentschen/Zbaszyn verhaftet 31.10.1939 Sachsenhausen ermordet 7.6.1940                  |                            |           |
| Steinweg 57 ·          | 18. Dez. 2015  | Hier wohnte Itta Zinader geb. Neuhauser Jg. 1896 deportiert 1941 ermordet im besetzten Polen                                                     |                            |           |
| Steinweg 57 ·          | 18. Dez. 2015  | Hier wohnte Ignatz Zinader Jg. 1920 Flucht 1939 Belgien tot 25.11.1942 Sint-Niklaas                                                              | Stolperstein Ignaz Zinader |           |
| Steinweg 57 ·          | 18. Dez. 2015  | Hier wohnte Isidor Zinader Jg. 1922 Flucht 1939 Belgien interniert Mechelen deportiert 1942 ermordet in Auschwitz                                |                            |           |
| Steinweg 57 ·          | 18. Dez. 2015  | Hier wohnte Sala Zinader Jg. 1930 Flucht 1939 Belgien versteckt gelebt                                                                           |                            |           |
| Steinweg 57 ·          | 18. Dez. 2015  | Hier wohnte Regina Zinader Jg. 1936 deportiert 1941 ermordet im besetztem Polen                                                                  |                            |           |
| Würselener Straße 39 · | 4. Juni 2023   | Hier wohnte Leo Holländer Jg. 1893 Flucht 1939 Rhodesien                                                                                         |                            |           |
| Würselener Straße 39 · | 4. Juni 2023   | Hier wohnte Meta Holländer geb. Rothschild Jg. 1900 Flucht 1939 Rhodesien                                                                        |                            |           |
| Würselener Straße 39 · | 4. Juni 2023   | Hier wohnte Walter Holländer Jg. 1923 Flucht 1939 Rhodesien                                                                                      |                            |           |
| Würselener Straße 39 · | 4. Juni 2023   | Hier wohnte Wilma Holländer verh. Neumann Jg. 1925 Flucht 1939 Rhodesien                                                                         |                            |           |
| Würselener Straße 39 · | 4. Juni 2023   | Hier wohnte Doris Holländer verh. Page Jg. 1926 Flucht 1939 Rhodesien                                                                            |                            |           |